# Project 57
Le Project 57 est un essai atomique atmosphérique effectué au Nellis Air Force Range par les États-Unis en avril 1957,. Cette opération suit l'opération Redwing et précède l'opération Plumbbob.
Le site d'essais, aussi connu sous le nom de « Area 13 », mesure 16 km par 26 km et est attenant à la frontière nord-est du site d'essais du Nevada. Le 24 avril 1957 à 14 h 27 (TU) les explosifs à haute efficacité d'une arme nucléaire sont mis à feu de façon asymétrique dans le but de simuler une détonation accidentelle. 

L'essai sert :
1. à vérifier qu'aucune explosion nucléaire ne se déclenche ;
2. à étudier l'étendue de la contamination au plutonium[2].

L'aire contaminée est au départ clôturée et l'équipement contaminé enterré sur place. En 1981, le département de l'Énergie des États-Unis décontamine et déclasse le site. Des centaines de milliers de verges cubes de sols et de débris sont transportés dans une décharge du site d'essais du Nevada.